# Instrumenttekniska föreningen
Instrumenttekniska föreningen är en landsomfattande svensk intresseförening för personer som arbetar med, eller är intresserade av, professionell automation och mätteknik i någon form.
Föreningen grundades 1956 på initiativ av bl.a. Ingenjörsvetenskapsakademin (IVA). Föreningen kallades först "Instrumetteknikerklubben" och fick senare namnet "Instrumenttekniska Föreningen", ITF. Visserligen är bra mätinstrument en av de viktigaste förutsättningarna för att styra en process till optimal kvalitet och resursförbrukning, men referenserna till just mätteknik börjar alltmer falla i glömska till förmån för det vidare begreppet "Automation".
Föreningen har c:a tusentalet medlemmar spridda över hela landet och inom de flesta branscher. Runt hälften av dessa är "slutanvändare". De kommer i stor utsträckning från processindustrin, och arbetar där speciellt som "instrumentare", automationsingenjörer eller chefer med ansvar för automation och instrumentunderhåll.. Många arbetar inom skogsindustrin, gruv/stål-industrin och petrokemisk industri. Andra stora grupper utgörs av VA-ingenjörer och personer från exempelvis livsmedels- eller verkstadsindustrin. Föreningen har även många medlemmar från leverantörssidan exempelvis tillverkare av mät- och styrsystem, olika typer av konsulter m.fl. Instrumenttekniska föreningen har även en hel del medlemmar med akademisk koppling genom forskningsinstitut, högskolor, universitet och gymnasieskolor.

## Föreningens uppgift
Föreningens uppgift, som den formuleras i stadgarna, är:
- att skapa kontakt och utbyte av erfarenheter mellan personer verksamma inom det instrument-, mät- och reglertekniska området samt därtill hörande tillämpningar inom informationsteknologin
- att främja utbildning, utveckling och standardisering inom området
- att samverka med organisationer med gemensamma intresseområden

## Opinionsbildande verksamhet
Itf verkar för att lyfta området "automation" och dess betydelse för företagens, och landets, internationella konkurrenskraft. Föreningens representanter har under en följd av år verkat i Skolverkets Nationella Råd för att utveckla gymnasieutbildningen inom främst el- och energiprogrammet till att ges ett större fokus på området. Föreningen verkar som remissinstans i skolverkets utvecklingsarbete för gymnasieskolan (exempelvis GY11).
Sedan 2005 delar föreningen ut ett pris, ITF Automationspris, till förtjänta personer som "utöver ramen för sin dagliga gärning" verkat i föreningens anda genom att utveckla och popularisera professionell automation och mätteknik. Speciellt vill föreningen uppmuntra ungdomar och lärare som därigenom kan tjäna som ett föredöme och en stimulans för ungdomar som står i begrepp att välja, eller just har valt, en teknisk utbildning med inriktning mot professionell automation och mätteknik. Itf automationspris har stor legitimitet i branschen och prisceremonin stöds av flera framstående företag.

## Automationsdagarna
Itf Automationsdagar (Reg.varum.) har föreningen drivit utan uppehåll sedan 1988. Automationsdagarna är framför allt en årligen återkommande fysisk mötesplats för alla som arbetar med automation. De är (sedan mitten av nittiotalet) ett tvådagarsevent som vilar på tre ben. I fortbildningsprogrammet delar föreningens medlemmar och andra automationsexperter med sig av sitt kunnande och sina erfarenheter. I den uppskattade "table-top"-utställningen träffas användare, konsulter och leverantörer under gemytliga former. Men framför allt är automationsdagarna en plats för nätverksbyggande "oss kollegor emellan". Besökarnas sammansättning stämmer rätt väl överens med föreningens medlemmars. Konferensen med tillhörande minimässa samlar oftast uppemot 3-400 deltagare under de två konferensdagarna. Automationsdagarna hålls årligen runt månadsskiftet januari/februari och i Stockholmstrakten. 

## Utbildningsdagar
Föreningen arrangerar dessutom utbildningsdagar på olika orter runt om i landet, ofta i kombination med ett studiebesök vid ett spännande företag. Ofta hålls föreningens årsmöte i maj i samband med en utbildningsdag. 